# Murud
Murud è una città dell'India di 12.551 abitanti, situata nel distretto di Raigad, nello stato federato del Maharashtra. In base al numero di abitanti la città rientra nella classe IV (da 10.000 a 19.999 persone).

## Geografia fisica
La città è situata a 18° 20' 37 N e 72° 57' 55 E.

## Società

### Evoluzione demografica
Al censimento del 2001 la popolazione di Murud assommava a 12.551 persone, delle quali 6.060 maschi e 6.491 femmine. I bambini di età inferiore o uguale ai sei anni assommavano a 1.409, dei quali 673 maschi e 736 femmine. Infine, coloro che erano in grado di saper almeno leggere e scrivere erano 9.834, dei quali 5.062 maschi e 4.772 femmine.